# Microsoft Office 2019
Microsoft Office 2019 (drugie wydanie o nazwie kodowej Office 16) – wersja pakietu biurowego Microsoft Office, następca Microsoft Office 2016. Został wydany dla systemu Windows 10 i MacOS 24 września 2018. Niektóre funkcje, które wcześniej były ograniczone do subskrybentów usługi Office 365, są dostępne w tej wersji. Następcą Microsoft Office 2019 jest Microsoft Office 2021.

## Historia
27 kwietnia 2018 Microsoft wydał Office 2019 Commercial Preview dla Windows 10.

## Nowe funkcje
Pakiet Office 2019 zawiera wiele funkcji dostępnych wcześniej w ramach usługi Office 365, a także ulepszone funkcje pisma odręcznego, obsługę składni LaTeX-a w programie Word, nowe funkcje animacji w programie PowerPoint, w tym funkcje przekształcania i powiększania oraz nowe formuły i wykresy w programie Excel do analizy danych. 
Program OneNote jest nieobecny w pakiecie, ponieważ wersja UWP programu OneNote dołączona do systemu Windows 10 zastępuje go. Program OneNote 2016 można zainstalować jako opcjonalną funkcję w Instalatorze pakietu Office. 
W przypadku użytkowników komputerów Mac tryb ostrości zostanie przeniesiony do programu Word, mapy 2D zostaną przeniesione do programu Excel, a w programie PowerPoint pojawią się nowe przejścia Morph, obsługa SVG i eksport wideo 4K. 
Mimo że został wydany w tym samym miesiącu, nowy interfejs użytkownika pakietu Office (w tym nowe ikony) w programach Word, Excel, PowerPoint i Outlook jest dostępny tylko dla subskrybentów Office 365, a nie dla wieczystych licencjobiorców Office 2019. Interfejs użytkownika pakietu Office 2019 zachowuje język projektu Metro z pakietu Office 2016, z tym że obraz konta Microsoft jest okrągły.

## Wymagania systemowe i wsparcie
Office 2019 wymaga systemu Windows 10, Windows Server 2019 lub macOS Sierra albo późniejszej wersji. Instalacje MacOS można uzyskać ze strony internetowej Microsoft lub Mac App Store. W przypadku Office 2013 i 2016 różne wersje zawierające aplikacje klienckie były dostępne zarówno w formatach Click-To-Run (inspirowanych Microsoft App-V), jak i tradycyjnych instalatorach Windows. W przypadku pakietu Office 2019 aplikacje klienckie mają tylko instalator typu „kliknij, aby uruchomić” i tylko aplikacje serwera mają tradycyjny instalator MSI. Wersja Click-To-Run ma mniejszy rozmiar; w przypadku pakietu Microsoft Office 2019 Pro Plus produkt wymaga 10 GB mniej niż wersja MSI pakietu Office 2016 Pro Plus. 
Office 2019 będzie miał 5 lat podstawowego wsparcia, ale w przeciwieństwie do Office 2016, który ma 5 lat rozszerzonego wsparcia, Office 2019 będzie miał to wsparcie przez 2 kolejne lata. Wsparcie podstawowe kończy się 10 października 2023, natomiast rozszerzone 14 października 2025 r.